# Список кавалеров ордена «За заслуги перед Отечеством» за 2025 год

## Кавалеры ордена I степени
1. 3 марта 2025 года, № 112 — Худайнатов, Эдуард Юрьевич — президент акционерного общества «Независимая нефтегазовая компания», город Москва[1]
2. 10 марта 2025 года, № 126 — Кононенко, Олег Дмитриевич — инструктор-космонавт-испытатель — заместитель начальника Центра по подготовке космонавтов — командир отряда космонавтов федерального государственного бюджетного учреждения «Научно-исследовательский испытательный центр подготовки космонавтов имени Ю. А. Гагарина», Московская область[2]
3. 23 апреля 2025 года  № 260 — Антонов, Юрий Михайлович — певец, композитор, вице-президент Международного союза деятелей эстрадного искусства (творческого союза), город Москва[3]
4. 24 июня 2025 года, № 409 — Сакович, Геннадий Викторович — научный руководитель федерального государственного бюджетного учреждения науки Института проблем химико-энергетических технологий Сибирского отделения Российской академии наук, Алтайский край[4]
5. 16 августа 2025 года, № 563 — Торкунов, Анатолий Васильевич — ректор федерального государственного автономного образовательного учреждения высшего образования «Московский государственный институт международных отношений (университет) Министерства иностранных дел Российской Федерации»[5]

## Кавалеры ордена II степени
1. 3 марта 2025 года, № 112 — Чиссов, Валерий Иванович — советник Московского научно-исследовательского онкологического института имени П. А. Герцена — филиала федерального государственного бюджетного образовательного учреждения «Национальный медицинский исследовательский центр радиологии», город Москва
2. 23 апреля 2025 года  № 260 — Стародубов, Владимир Иванович — академик-секретарь Отделения медицинских наук РАН федерального государственного бюджетного учреждения «Российская академия наук», город Москва
3. 21 мая 2025 года, № 337 — Карелова, Галина Николаевна — сенатор Российской Федерации — представитель от исполнительного органа государственной власти Воронежской области, первый заместитель председателя Комитета Совета Федерации по федеративному устройству, региональной политике, местному самоуправлению и делам Севера
4. 24 июня 2025 года, № 409 — Бородавкин, Алексей Николаевич — Чрезвычайный и Полномочный Посол Российской Федерации в Республике Казахстан
5. 24 июня 2025 года, № 409 — Чернушенко, Владислав Александрович — художественный руководитель и главный дирижёр Санкт-Петербургского государственного бюджетного учреждения культуры «Государственная академическая капелла Санкт-Петербурга»
6. 24 июня 2025 года, № 409 — Покровская, Татьяна Николаевна — главный тренер спортивной сборной команды Российской Федерации по синхронному плаванию федерального государственного бюджетного учреждения «Центр спортивной подготовки сборных команд России», город Москва

## Кавалеры ордена III степени
1. 1 февраля 2025 года, № 51 — Хазин, Андрей Леонидович — ректор федерального государственного бюджетного образовательного учреждения высшего образования «Российский государственный социальный университет», город Москва
2. 25 марта 2025 года, № 170 — Плигин, Владимир Николаевич — заведующий сектором федерального государственного бюджетного учреждения науки Института государства и права Российской академии наук, город Москва
3. 25 марта 2025 года, № 170 — Пермякова, Александра Андреевна — художественный руководитель федерального государственного бюджетного учреждения культуры «Государственный академический русский народный хор имени М. Е. Пятницкого», город Москва
4. 16 апреля 2025 года, № 226 — Мухомеджан, Надеря Мубиновна — главный управляющий директора Офиса государственной корпорации развития «ВЭБ.РФ», город Москва
5. 16 апреля 2025 года, № 226 — Глебова, Любовь Николаевна — сенатор Российской Федерации — представитель от исполнительного органа государственной власти Удмуртской Республики, первый заместитель председателя Комитета Совета Федерации по конституционному законодательству и государственному строительству
6. 16 апреля 2025 года, № 226 — Кондратьев, Вениамин Иванович — Губернатор Краснодарского края
7. 23 апреля 2025 года  № 260 — Грушко, Александр Викторович — заместитель Министра иностранных дел Российской Федерации
8. 24 июня 2025 года, № 409 — Бочаров, Андрей Иванович — Губернатор Волгоградской области
9. 24 июня 2025 года, № 409 — Князев, Евгений Владимирович — ректор федерального государственного бюджетного образовательного учреждения высшего образования «Театральный институт имени Бориса Щукина при Государственном академическом театре имени Евгения Вахтангова», город Москва
10. 31 июля 2025 года, № 529 — Кириллов, Владимир Владимирович — директор Санкт-Петербургского государственного бюджетного учреждения культуры «Государственный мемориальный музей имени А. В. Суворова»
11. 16 августа 2025 года, № 563 — Прохоренко, Александр Владимирович — заместитель генерального директора по общим вопросам федерального государственного бюджетного учреждения культуры «Государственный Эрмитаж», город Санкт-Петербург

## Кавалеры ордена IV степени
1. 10 февраля 2025 года, № 76 — Ахметов, Марат Готович — заместитель Председателя Государственного Совета Республики Татарстан
2. 10 февраля 2025 года, № 76 — Хрипун, Алексей Иванович — Министр Правительства Москвы, руководитель Департамента здравоохранения города Москвы
3. 10 марта 2025 года, № 126 — Бедин, Владимир Владимирович — заместитель директора государственного бюджетного учреждения здравоохранения города Москвы «Московский многопрофильный научно-клинический центр имени С. П. Боткина»
4. 25 марта 2025 года, № 163 — Иванов, Виктор Иванович — действительный член федерального государственного бюджетного учреждения «Российская академия художеств», город Москва
5. 25 марта 2025 года, № 170 — Малинин, Алексей Весьмирович — вице-президент общества с ограниченной ответственностью «ВЦИОМ-Медиа», город Москва
6. 25 марта 2025 года, № 170 — Суслов, Владимир Антонович — член Ассоциации Тверских землячеств
7. 16 апреля 2025 года, № 226 — Бортник, Иван Михайлович — советник генерального директора федерального государственного бюджетного учреждения «Фонд содействия развитию малых форм предприятий в научно-технической сфере», город Москва
8. 16 апреля 2025 года, № 226 — Захарова, Мария Владимировна — директор Департамента информации и печати Министерства иностранных дел Российской Федерации
9. 23 апреля 2025 года  № 260 — Яшкин, Сергей Леонидович — заместитель председателя Законодательного Собрания Пермского края
10. 23 апреля 2025 года  № 260 — Мацуев, Денис Леонидович — артист, солист-инструменталист федерального государственного бюджетного учреждения культуры «Московская государственная академическая филармония»
11. 5 мая 2025 года  № 279 — Галузин, Михаил Юрьевич — заместитель Министра иностранных дел Российской Федерации
12. 21 мая 2025 года, № 337 — Шмелёв, Евгений Николаевич — первый исполнительный вице-президент по стратегии и техническому развитию акционерного общества «АВТОВАЗ», Самарская область
13. 17 июля 2025 года, № 480 — Дейнека, Анатолий Иванович — бурильщик шпуров подземного участка буровых работ рудника «Комсомольский» Заполярного филиала публичного акционерного общества «Горно-металлургическая компания «Норильский никель», Красноярский край
14. 17 июля 2025 года, № 480 — Костов, Николай Иванович — плотник ремонтно-строительного треста общества с ограниченной ответственностью «Норильскникельремонт», Красноярский край
15. 17 июля 2025 года, № 480 — Матыцын, Александр Кузьмич — первый вице-президент публичного акционерного общества «Нефтяная компания «ЛУКОЙЛ», город Москва
16. 6 августа 2025 года, № 548 — Пашаев, Олег Давидович — старший вице-президент по поставкам и продажам публичного акционерного общества «Нефтяная компания «ЛУКОЙЛ», город Москва